# Amphiesma viperinum
Amphiesma viperinum là một loài rắn trong họ Colubridae. Loài này được Schenkel mô tả khoa học đầu tiên năm 1901.